# Ciclidins
Cyclidiinae és una subfamília petita de papallones nocturnes de la família Drepanidae. Viuen al sud-est d'Àsia. Les seves erugues s'alimenten d'Alangium (Alangiaceae).
En alguns tractats, s'eleven a la condició de família completa.

## Taxonomia
Aquesta subfamília comprèn aquests gèneres:
- Cyclidia
- Mimozethes